# Никитенко, Виктор Васильевич
Виктор Васильевич Никитенко (укр. Віктор Васильович Нікітенко; 22 мая 1938, Шиловка, Сталинская область — 16 октября 2020) — сталевар Макеевского металлургического завода имени С. М. Кирова Министерства чёрной металлургии Украинской ССР, Донецкая область. Герой Социалистического Труда (1973). Депутат Верховного Совета СССР 9 и 10 созывов.

## Биография
Родился 22 мая 1938 года в селе Шиловка в крестьянской семье.
Окончил среднюю школу в городе Красноармейское Сталинской области. Обучался в ремесленном училище № 3 в Макеевке. С 1957 года — подручный сталевара, сталевар на Макеевском металлургическом заводе имени Кирова. В 1963 году возглавил комсомольско-молодёжную бригаду мартеновской печи № 1 на этом же заводе. Окончил без отрыва от производства вечернюю среднюю школу. В 1967 году вступил в КПСС.
В течение нескольких лет бригада Виктора Никитенко показывала выдающиеся трудовые достижения. Ежегодно бригада выплавляла более 300 тысяч тонн стали, в 1973 году — было получено более 600 тысяч тонн стали. Указом Президиума Верховного Совета СССР от 29 декабря 1973 года «за проявленную трудовую доблесть и достижение выдающихся успехов в выполнении социалистических обязательств, принятых на 1973 год» удостоен звания Героя Социалистического Труда с вручением ордена Ленина и золотой медали «Серп и Молот».
В 1973 году окончил заочное отделение Донецкого политехнического института по специальности «инженер-металлург».
Избирался депутатом Верховного Совета СССР 9—10 созывов (1974—1984). С 1979 года — слушатель при Академии общественных наук при ЦК КПСС в Москве.
После выхода на пенсию проживает в Макеевке.

## Награды
- Медаль «Серп и Молот»;
- дважды Орден Ленина (30.03.1971; 1973);
- Орден «Знак Почёта» (22.03.1966);
- Медаль «В ознаменование 100-летия со дня рождения Владимира Ильича Ленина»;
- Заслуженный металлург Украинской ССР.